# حورة (السدة)

تعديل مصدري - تعديل

حورة هي إحدى قرى عزلة الأعماس بمديرية السدة التابعة لمحافظة إب، بلغ تعداد سكانها 276 نسمة حسب تعداد اليمن لعام 2004.